# Джордано, Микеле
Микеле Джордано (итал. Michele Giordano; 26 сентября 1930, Сант-Арканджело, королевство Италия — 2 декабря 2010, Неаполь, Италия) — итальянский кардинал. Титулярный епископ Лари Кастелло и вспомогательный епископ Матеры и апостольский администратор sede vacante Гравины и Ирсины с 23 декабря 1971 по 12 июня 1974. Архиепископ Матеры и Ирсины с 12 июня 1974 по 9 мая 1987. Архиепископ Неаполя с 9 мая 1987 по 20 мая 2006. Кардинал-священник с титулом церкви Сан-Джоаккино-ай-Прати-ди-Кастелло с 28 июня 1988.

## Источник
- Информация  (англ.)